# 이충 (정본)
이충(李忠, 643년 ~ 665년 1월 6일)은 중국 당나라 전기의 황태자였다. 그는 당 고종 이치의 장남이자 당 고종과 궁인 유씨 사이에서 태어난 황자로, 당시 당 고종의 정실이었던 왕황후 소생의 아들이 아니었음에도 불구하고 652년에 태자로 책봉되었다. 당 고종에게 총애를 받았으나 655년, 왕황후가 무황후(훗날의 측천무후)에게 쫓겨나자, 이충은 무황후의 십자포화에 걸려 측천무후의 장남인 그의 동생 이홍에게 황태자의 자리를 내주어야 했다. 황태자에서 폐위된 그는 양왕(梁王)으로 강등당하고 도성 장안에서 추방당하였다. 656년, 그는 또다시 서인으로 강등당하여 가택 연금되었고, 664년 재상 상관의가 당 고종을 설득하여 무황후의 폐위를 시도하다가 실패하고 처형당하자, 이 틈을 탄 무황후는 이충이 상관의와 공모하였다고 비난하였다. 665년 새해 즈음에 당 고종은 이충에게 자결을 명령하였다. 그는 사후 이복동생인 당 중종의 두 번째 연간 중에 황자의 작위에 해당하는 연왕(燕王)에 추증되었다. 그러나 황태자로 추증되지는 못하였다. 자는 정본(正本).

## 가족 관계
- 아버지 : 당 고종
- 어머니 : 궁인 유씨

### 출전
1. ↑  중앙연구원 음양력 변환기
2. ↑  《자치통감》, 권201.
3. ↑  호삼성 음주(音注) 《자치통감》, 권201.

## 참고 문헌
- 《구당서》, 권86.
- 《신당서》, 권81.
- 《자치통감》, 권199, 200, 201.
- 호삼성 음주(音注) 《자치통감》, 권199, 200, 201.

## 같이 보기
- 이홍 (당나라)
- 측천무후
- 당 고종